# Хал (Ајова)
Хал (енгл. Hull) град је у америчкој савезној држави Ајова. По попису становништва из 2010. у њему је живело 2.175 становника.

## Демографија
Према попису становништва из 2010. у граду је живело 2.175 становника, што је 215 (11,0%) становника више него 2000. године.
| Група             | 2000.         | 2010.         |
| Белци             | 1.809 (92,3%) | 1.939 (89,1%) |
| Афроамериканци    | 1 (0,1%)      | 8 (0,4%)      |
| Азијати           | 22 (1,1%)     | 16 (0,7%)     |
| Хиспаноамериканци | 123 (6,3%)    | 199 (9,1%)    |
| Укупно            | 1.960         | 2.175         |